# New England Stars
Die New England Stars waren eine US-amerikanische Eishockeymannschaft aus Danbury, Connecticut. Das Team spielte in der Saison 2006/07 in der North Eastern Hockey League. Die Heimspiele wurden in der Danbury Ice Arena ausgetragen.

## Geschichte
Die Mannschaft wurde 2006 als Franchise der North Eastern Hockey League gegründet, um die Lücke in der Stadt Danbury, Connecticut, zu füllen die die Danbury Trashers nach deren Auflösung hinterlassen hatten. In ihrer einzigen Spielzeit belegten die Stars mit 20 Siegen in ebenso vielen Spielen den ersten Platz der regulären Saison. In den Finalspielen bezwangen sie die Mohawk Valley IceCats und gewannen die Herb Brooks Memorial Trophy als Sieger der North Eastern Hockey League.

## Saisonstatistik
Abkürzungen: GP = Spiele, W = Siege, L = Niederlagen, T = Unentschieden, OTL = Niederlagen nach Overtime SOL = Niederlagen nach Shootout, Pts = Punkte, GF = Erzielte Tore, GA = Gegentore, PIM = Strafminuten
| Saison  | GP | W  | L | T | OTL | SOL | Pts | GF  | GA | Platz    | Playoffs |
| 2006/07 | 20 | 20 | 0 | — | 0   | 0   | 40  | 259 | 88 | 1., NEHL | Meister  |